# Saint-Hilaire-d'Ozilhan
Saint-Hilaire-d'Ozilhan este o comună în departamentul Gard din sudul Franței. În 2009 avea o populație de 702 de locuitori.

## Evoluția populației
| An        | 1975 | 1982 | 1990 | 1999 | 2006 | 2009 |
| --------- | ---- | ---- | ---- | ---- | ---- | ---- |
| Populație | 419  | 461  | 618  | 640  | 650  | 702  |